# 达乌达·卡拉布埃
达乌达·卡拉布埃（法語：Daouda Karaboué，1975年12月11日—），法国前男子手球运动员。他曾代表法国国家队参加2008年和2012年夏季奥林匹克运动会手球比赛，获得二枚金牌。